# Rasputitsa

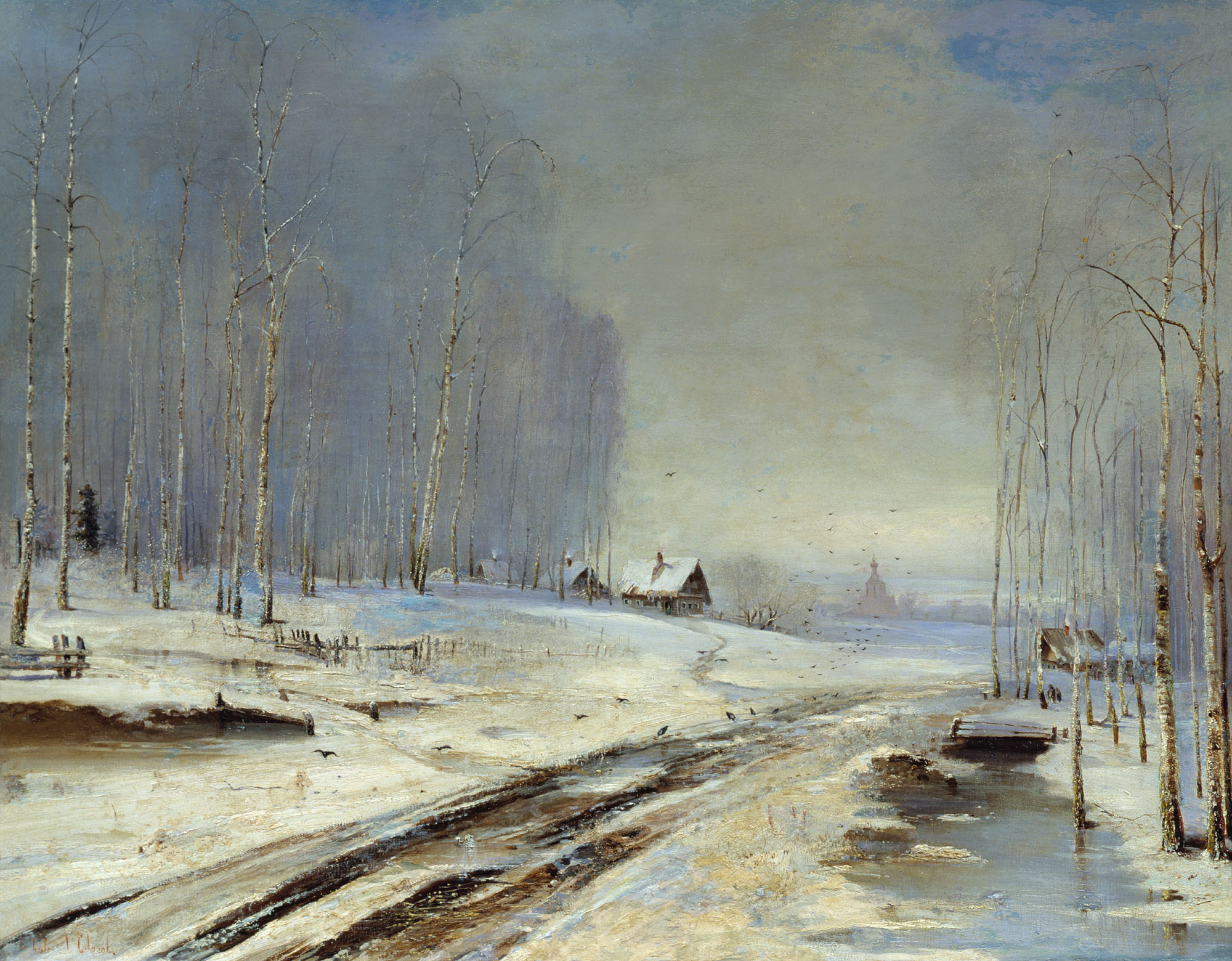
Rasputitsa (Mar de lama), 1894, Alexei Savrasov

Rasputitsa (em russo: распу́тица: 'impraticabilidade das estradas'; referida na historiografia e na memorialística alemãs como Schlammzeit e Schlammperiode) é o termo que designa o amolecimento do solo e a formação de lama, em consequência do degelo da primavera ou das chuvas do outono - o que torna  intransitáveis os caminhos não pavimentados e as estradas de terra carroçáveis, especialmente na Bielorrússia, Rússia e Ucrânia. A palavra pode designar tanto o próprio fenômeno quanto o período em que ocorre.
Historicamente, a rasputitsa tem afetado o seguimento das guerras, já que os veículos militares e peças de artilharia ficam atolados na lama. Em conjunto com as condições gerais do inverno, atribuem-se à rasputitsa as dificuldades adicionais das campanhas militares da França napoleônica, em 1812, e da Alemanha nazista, durante a Operação Barbarossa, bem como de todos os beligerantes na invasão russa da Ucrânia em 2022.

## Etimologia
A palavra rasputitsa é derivada de: путь (put), que significa "rua" ou "estrada", + ʀas (pac) - um prefixo que significa "discrepância" ou "divergência", +  -иц (-its), que é um diminutivo, + а, uma terminação feminina. Na Rússia, o termo refere-se a dois períodos do ano – a primavera e o outono – e também se refere às condições das estradas durante esse período.
O equivalente ucraniano бездоріжжя, bezdorizhzhia, "falta de estrada" geralmente se refere à primavera e, ocasionalmente, ao outono, quando chove e/ou derrete a neve em estradas não pavimentadas, trilhas, caminhos ou qualquer outra área off-road que se transforma em uma lama profunda intransitável.
Termos semelhantes são o sueco menföre ("mau andamento") e o finlandês kelirikko ("estado quebrado das estradas"), mas ambos também se aplicam quando a água está muito congelada para barcos, mas não forte o suficiente para atravessar a pé ou em outros veículos. Os dialetos orientais finlandeses também têm a palavra emprestada rospuutto, que tem o mesmo uso que rasputitsa.

## Efeitos

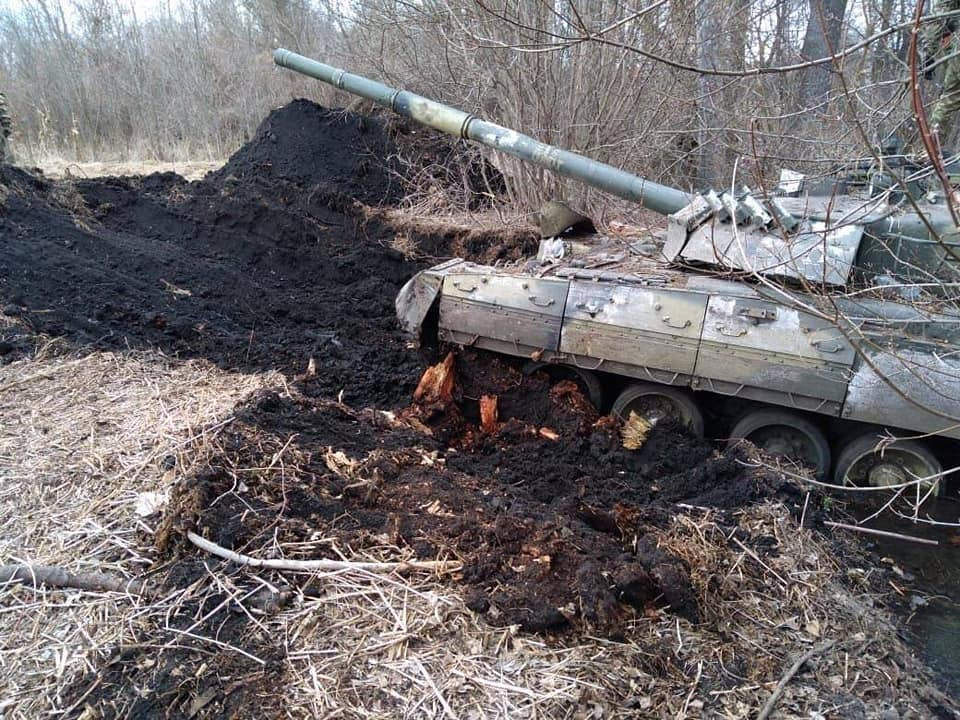
Um tanque russo preso na lama durante a invasão russa da Ucrânia em março de 2022

O termo é aplicado a estradas lamacentas na Bielorrússia, Rússia e Ucrânia, causadas pela má drenagem dos solos argilosos subjacentes encontrados na região. As estradas estão sujeitas a limitações de peso e fechamentos durante o período em certos distritos da Rússia. O fenômeno foi um obstáculo no início do século XX na União Soviética, já que 40% das aldeias rurais não eram servidas por estradas pavimentadas.
As temporadas rasputitsa da Rússia são bem conhecidas como uma vantagem defensiva em tempos de guerra. Apelidos comuns incluem "General Lama" ou "Marechal Lama". Um degelo da primavera provavelmente salvou Novogárdia da conquista e saque durante a invasão mongol do século 13 da Rússia de Kiev. A lama também foi um grande obstáculo durante a invasão francesa da Rússia em 1812.
Na Frente Oriental da Segunda Guerra Mundial, o período lamacento de meses retardou o avanço alemão na União Soviética durante a Batalha de Moscou (outubro de 1941 a janeiro de 1942) e pode ter ajudado a salvar a capital soviética da ocupação alemã. O advento da Blitzkrieg teve a desvantagem de que, embora os tanques pudessem operar com eficiência no verão ou no inverno, eles se mostraram menos úteis na primavera e no outono, quando o funcionamento de um sistema ferroviário eficiente se destacou.
Antes da invasão russa da Ucrânia em 2022, alguns analistas identificaram os desafios logísticos da temporada de lama como um provável obstáculo a qualquer invasão em larga escala na primavera. Quando a Rússia cruzou a fronteira, muitas de suas unidades móveis se viram presas em campos e limitadas a estradas principais, onde a resistência e questões logísticas retardaram significativamente o avanço em direção a Kiev e outros lugares.